# Zajączek (województwo pomorskie)
Zajączek – wieś kociewska w Polsce położona w województwie pomorskim, w powiecie starogardzkim, w gminie Skórcz na północno-wschodnim skraju kompleksu leśnego Borów Tucholskich.
W lasach wokół osady Niemcy podczas II wojny światowej zamordowali około 150 Polaków i Żydów (mieszkańców Skórcza i okolic).
W latach 1975–1998 miejscowość administracyjnie należała do województwa gdańskiego.